# Элкасевич, Эдис
Эди́с Элка́севич (хорв. Edis Elkasević; род. 18 февраля 1983, Приедор, Босния и Герцеговина) — хорватский легкоатлет, выступавший в толкании ядра и метании диска, тренер. Участник летних Олимпийских игр 2004 года.

## Биография
Эдис Элкасевич родился 18 февраля 1983 года в югославском городе Приедор (сейчас в Боснии и Герцеговине).
Выступал в легкоатлетических соревнованиях за «Динамо» из Загреба.
В 2002 году выиграл юниорский чемпионат мира в Кингстоне. В июне в Загребе, толкнув 6-килограммовое ядро на 21,96 метра, установил юниорский рекорд мира, который держался до июня 2009 года, когда был побит Давидом Шторлем из Германии.
В 2004 году вошёл в состав сборной Хорватии на летних Олимпийских играх в Афинах. В квалификации толкания ядра занял 35-е место среди 36 участников с результатом 18,44 метра — на 1,96 метра хуже квалификационной планки.
В 2005 году участвовал в чемпионате мира по лёгкой атлетике в Хельсинки, где не преодолел квалификацию с результатом 18,59. В том же году стал чемпионом Средиземноморских игр в Альмерии.
Также выступал в международных турнирах в метании диска.

## Личные рекорды
- Толкание ядра — 20,94 (23 июня 2005, Веленье)[3]
- Метание диска — 60,54 (23 апреля 2005, Сан-Диего)[3]

## Семья
В 2023 году вступил в брак с метательницей диска Сандрой Перкович, двукратной олимпийской чемпионкой, двукратной чемпионкой мира, 7-кратной чемпионкой Европы.